# Старое Высокое (Гомельская область)
Старое Высокое (бел. Старае Высокае) — агрогородок, центр Старовысоковского сельсовета Ельского района Гомельской области Белоруссии.

## География

### Расположение
В 27 км на запад от районного центра и железнодорожной станции Ельск (на линии Калинковичи — Овруч), в 204 км от Гомеля.

## Гидрография
На западе мелиоративные каналы.

## Транспортная сеть
Автодорога соединяет агрогородок с Ельском. Планировка состоит из чуть изогнутой улицы (по обе стороны дороги), которая на севере пересекается короткой улицей. Застройка плотная, деревянная, усадебного типа.

## История
Согласно письменным источникам Старое Высокое известно с начала XVIII века как деревня Высокое в Мозырском повете Минского воеводства Великого княжества Литовского В середине XVIII века разделилась на 2 деревни: Старое Высокое и Новое Высокое. После 2-го раздела Речи Посполитой (1793 год) в составе Российской империи. В 1879 году упоминается в числа селений Ремезовского церковного прихода. Согласно переписи 1897 года располагались: церковь, хлебозапасный магазин, в Скороднянской волости. В 1905 году в наёмном доме открыта школа, а в 1923 году для неё построено собственное здание. В 1908 году в Королинской волости Мозырского уезда Минской губернии.
С 20 августа 1924 года центр Старовысоковского сельсовета Королинского, с 5 февраля 1931 года Ельского районов Мозырского (до 26 июля 1930 года и с 21 июня 1935 года до 20 февраля 1938 года) округа, с 20 февраля 1938 года Полесской, с 8 января 1954 года Гомельской области. С 1921 года действовала коммуна. В 1929 году создан колхоз «Новая жизнь», В 1930 году колхоз имени С. М. Будённого, работали ветряная мельница, шерсточесальня, лесопилка (1931 год), 2 кузницы. Во время Великой Отечественной войны в июле 1942 года оккупанты сожгли деревню и убили 86 жителей. На фронтах и в партизанской борьбе погибли 144 жителя. В память о них в 1967 году на юго-восточной окраине возведён Курган Славы со скульптурой солдата на вершине. В 1959 году центр колхоза «Звезда». Действуют средняя школа, Дом культуры, библиотека, фельдшерско-акушерский пункт, ветеринарный участок, отделение связи, швейная мастерская, магазин, детский сад.
В состав Старавысоцкого сельсовета до Великой Отечественной войны входила деревня Заболотье, сожжённая оккупантами 18 июля 1942 года (сожгли 76 дворов и расстреляли 167 жителей).

## Население
- 1795 год — 16 дворов, 112 жителей.
- 1897 год — 31 двор, 248 жителей (согласно переписи).
- 1908 год — 57 дворов, 311 жителей.
- 1940 год — 62 двора, 197 жителей.
- 1959 год — 178 жителей (согласно переписи).
- 2004 год — 124 хозяйства, 333 жителя.